# Douglas C-54 Skymaster
Douglas C-54 Skymaster foi um avião quadrimotor de transporte militar desenvolvido pelas forças armadas dos Estados Unidos, sendo usado durante a Segunda Guerra Mundial e na Guerra da Coreia. Assim como o C-47, o C-54 também foi usado como aeronave civil (DC-4).
O C-54 também foi usado, por vários países, como aeronave para transporte de autoridades, como presidentes, primeiros-ministros e líderes militares. Várias variações deste avião foram feitas para os mais variados usos.
Ao menos 1 170 aviões deste tipo foram construídos, usados por mais de trinta anos por mais de trinta países. Notoriamente, este foi o primeiro avião usado como transporte oficial do Presidente dos Estados Unidos, assumindo o prefixo Air Force One.

## Projeto e desenvolvimento
Com a entrada dos Estados Unidos na Segunda Guerra Mundial, em junho de 1941, o Departamento de Guerra assumiu a provisão para o Douglas DC-4 e os alocou às Forças Aéreas do Exército dos Estados Unidos com a designação C-54 Skymaster. O primeiro, em C-54, voou de Clover Field, em Santa Monica, Califórnia, em 14 de fevereiro de 1942.
Para atender às especificações militares o primeiro lote civil recebeu quatro tanques de combustíveis auxiliares no interior da cabine principal, o que reduziu o número de assentos de passageiros para 26. O lote seguinte, designado C-54A, foi fabricado com piso reforçado e uma porta para cargas dotada de guincho.
O primeiro C-54A foi entregue em Fevereiro de 1943. A variação C-54B, introduzida em Março de 1944, tinha tanques de combustíveis integrados a area externa das asas, permitindo a remoção dos tanques no interior da cabine. Essa mudança permitiu que 49 assentos (ou 16 macas) fossem instaladas.
A variante mais comum foi o C-54D, que entrou em serviço em Agosto de 1944. Baseado no C-54B, era equipado com motores R-2000-11 mais potentes. Com o C-54E, os dois últimos tanques de combustível da cabine foram movidos para as asas, o que permitiria mais carga ou 44 assentos para passageiros. 

## Histórico Operacional
Os C-54s entraram em serviço na Força Aérea do Exército Americano (USAAF da sigla em inglês) em 1942, carregando 26 passageiros, versões posteriores carregavam acima de 50 passageiros. Foi uma das aeronaves de transporte de longa distância mais utilizada pelas forças armadas americanas durante a Segunda Guerra Mundial.
Durante a guerra, o C-54 foi utilizado por Franklin D. Roosevelt, Douglas MacArthur e Winston Churchill. 
O C-54 foi também utilizado pela Royal Air Force, Força Aérea Francesa e forças armadas de pelo menos outras 12 nações, incluindo o Brasil.
O Presidente Harry S. Truman assinou o Ato de Segurança Nacional de 1947, que criou a Força Aérea Americana, a bordo do VC-54C presidencial, que está preservado no Museu Nacional da Força Aérea Americana, próximo a Dayton, Ohio.

Após 1945, muitas aeronaves C-54 do inventário americano foram convertidas para operações por companhias aéreas civis. As unidades foram vendidas para empresas aéreas ao redor do mundo. Outras foram ainda convertidas  para uso em combate a incêndios.